# اوکنه مورش
شهر اوکنه مورش (به رومانیایی: Ocna Mureş) در شهرستان البه در کشور رومانی واقع شده‌است. جمعیت این شهر ۱۵٬۶۹۷ نفر  است.